# Garbata Skała

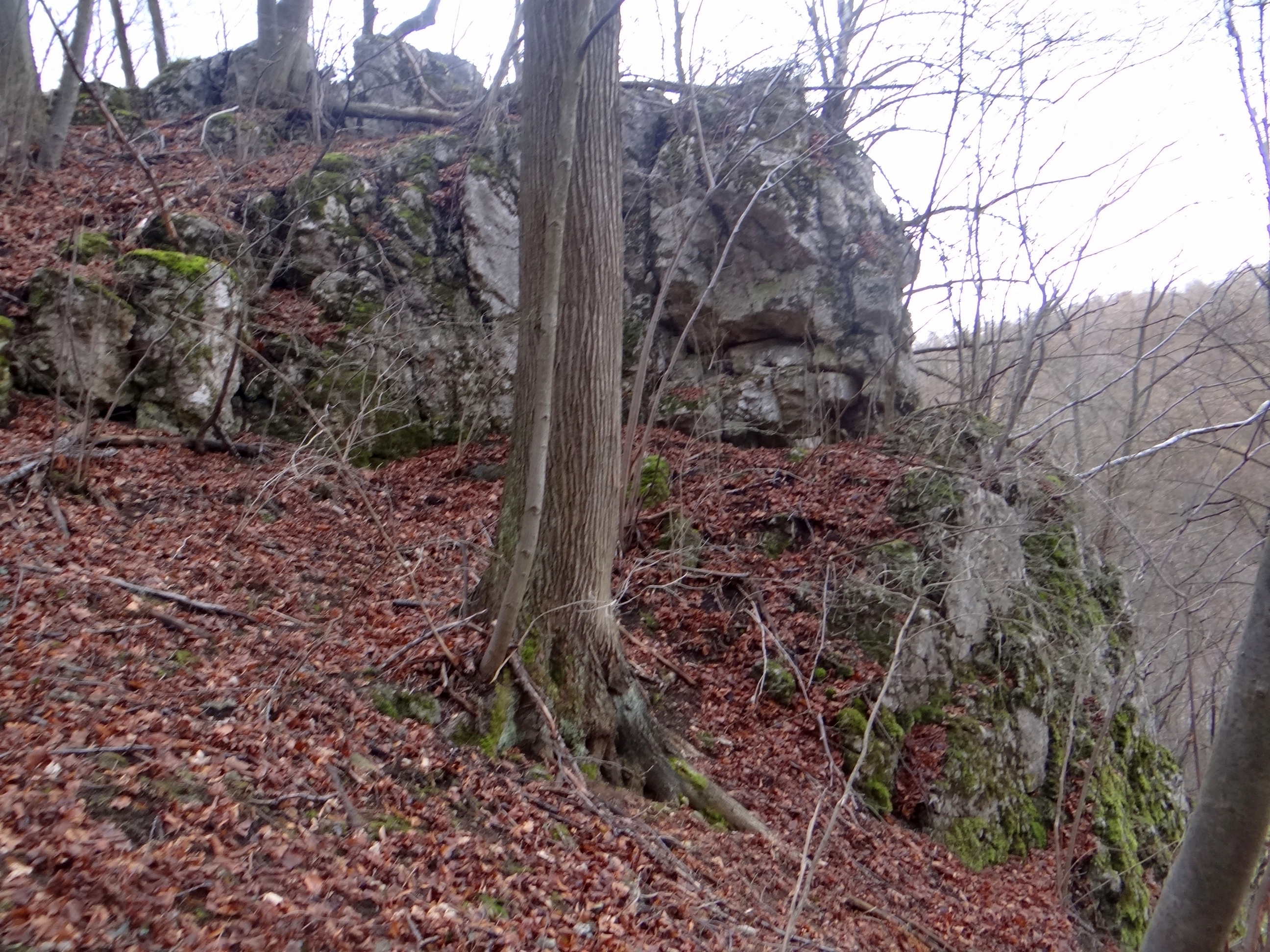

Garbata Skała – skała w Dolinie Kluczwody na Wyżynie Olkuskiej, w miejscowości Wielka Wieś, w województwie małopolskim, w powiecie krakowskim, w gminie Wielka Wieś. Znajduje się w dolnej części tej doliny, w zboczu nad lewym brzegiem potoku Wierzchówka. Zbudowana jest z wapieni pochodzących z jury późnej.
Garbata Skała to niewielka skała znajdująca się po północnej stronie Gackowej Baszty i położona niżej. Nazwę skały podaje portal wspinaczkowy, skała ta jednak nie jest obiektem wspinaczki skalnej.